# Eleições gerais na Iugoslávia em 2000

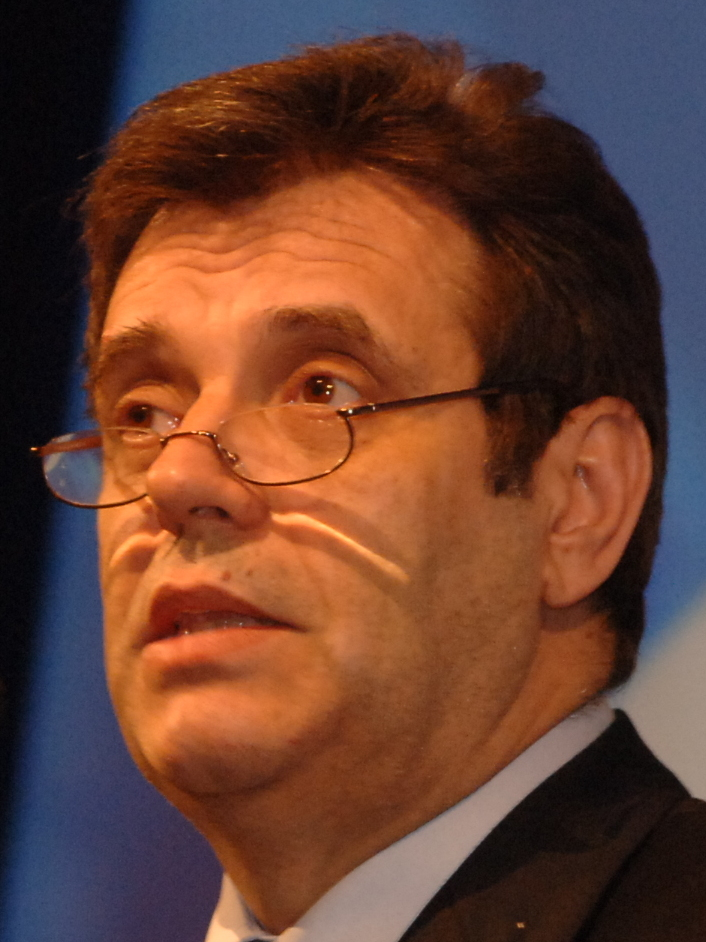
Foto de Vojislav Kostunica

As eleições gerais, realizadas na Iugoslávia em 24 de setembro de 2000,  foram as primeiras eleições livres realizadas na Iugoslávia desde a dissolução da Iugoslávia original, em 1992, e as primeiras eleições livres diretas, de qualquer tipo realizada no país desde 1927.
Na eleição presidencial, os resultados oficiais mostraram inicialmente Vojislav Kostunica, da Oposição Democrática, liderando o titular Slobodan Milošević, do Partido Socialista da Sérvia, no primeiro turno da votação, porém com menos do que os 50,01 por cento necessários para evitar um segundo turno. No entanto, Koštunica alegou que ele não só estava à frente, mas que havia acabado há apenas alguns milhares votos sobre o limite para obter uma vitória no primeiro turno. Protestos espontâneos irromperam em apoio a Koštunica e Milošević foi forçado a renunciar em 7 de outubro e ceder a presidência para Koštunica. Os totais revistos foram posteriormente liberados, mostrando que Koštunica tinha realmente obtido uma vitória estreita no primeiro turno, com pouco mais de 50,2 por cento dos votos. 
Nas eleições da Assembleia Federal, a Oposição Democrática emergiu como o maior partido na Câmara dos Cidadãos, enquanto o Partido Popular Socialista de Montenegro ganhou a maioria dos assentos na Câmara das Repúblicas. 

## Resultados

### Presidente
|                                                         |                                                         | Resultados oficiais (28 de Setembro de 2000) | Resultados oficiais (28 de Setembro de 2000) | Resultados oficiais (10 de Outubro de 2000) | Resultados oficiais (10 de Outubro de 2000) |
| Candidato                                               | Nomeador                                                | Votos                                        | %                                            | Votos                                       | %                                           |
| ------------------------------------------------------- | ------------------------------------------------------- | -------------------------------------------- | -------------------------------------------- | ------------------------------------------- | ------------------------------------------- |
| Vojislav Koštunica                                      | Oposição Democrática da Sérvia                          | 2,474,392                                    | 48.96                                        | 2,470,304                                   | 50.24                                       |
| Slobodan Milošević                                      | Partido Socialista da Sérvia                            | 1,951,761                                    | 38.62                                        | 1,826,799                                   | 37.15                                       |
| Tomislav Nikolić                                        | Partido Radical Sérvio                                  | 292,759                                      | 5.79                                         | 289,013                                     | 5.88                                        |
| Vojislav Mihailović                                     | Movimento de Renovação Sérvio                           | 146,585                                      | 2.90                                         | 145,019                                     | 2.95                                        |
| Miodrag Vidojković                                      | Partido Afirmativo                                      | 46,421                                       | 0.92                                         | 45,964                                      | 0.93                                        |
| 'Total de votos válidos (Percentagem do total de votos) | 'Total de votos válidos (Percentagem do total de votos) | 4,911,918                                    | 97.20                                        | 4,778,929                                   | 97.19                                       |
| Votos nulos (em percentagem do total de votos)          | Votos nulos (em percentagem do total de votos)          | 135,371                                      | 2.68                                         | 137,991                                     | 2.81                                        |
| Total de votos (comparecimento às urnas)                | Total de votos (comparecimento às urnas)                | 5,053,428                                    | 69.70                                        | 4,916,920                                   | 71.55                                       |
| Eleitores elegíveis                                     | Eleitores elegíveis                                     | 7,249,831                                    | /                                            | 6,871,595                                   | /                                           |